# جان دومون (مؤرخ)
جان دومون (بالفرنسية: Jean Dumont)‏ هو محرر ومؤرخ فرنسي، ولد في 10 أكتوبر 1923 في ليون في فرنسا، وتوفي في 2001.